# Jordan Henry
Jordan Henry (* 11. Februar 1986 in Milo, Alberta) ist ein ehemaliger kanadischer Eishockeyspieler, der im Verlauf seiner aktiven Karriere zwischen 2003 und 2022 unter anderem über 300 Spiele in der American Hockey League (AHL) auf der Position des Verteidigers bestritten hat.

## Karriere
Jordan Henry begann seine Karriere als Eishockeyspieler in der kanadischen Juniorenliga Western Hockey League, in der er von 2003 bis 2007 für die Moose Jaw Warriors und Red Deer Rebels aktiv war. Anschließend spielte der Verteidiger drei Jahre lang für die Rochester Americans in der American Hockey League (AHL), wobei er in der Saison 2007/08 parallel auch in 20 Spielen für die Florida Everblades in der ECHL auflief.
Für die Saison 2010/11 wurde Henry vom HK Dinamo Minsk aus der Kontinentalen Hockey-Liga verpflichtet. Am 9. Juli 2011 transferierten ihn die Florida Panthers im Austausch für Keith Seabrook zu den Calgary Flames. Am selben Tag unterzeichnete Henry einen Zweiwegevertrag für ein Jahr bei den Calgary Flames. Nach einem Jahr, das er bei den Abbotsford Heat und Chicago Wolves in der AHL gespielt hatte, wurden er und ein Fünftrunden-Pick im NHL Entry Draft 2013 von den Flames für Dennis Wideman zu den Washington Capitals abgegeben.
In der NHL kam Henry jedoch in seiner Karriere nicht zum Einsatz, so verbrachte er die folgenden Jahre überwiegend in AHL und ECHL und spielte kurzzeitig in Schweden für Södertälje SK sowie in Finnland für Hämeenlinnan Pallokerho. Gegen Ende seiner Laufbahn spielte er vor allem für die Brampton Beast in der ECHL, bei denen er fünf Jahre aktiv war. Nachdem er seine aktive Karriere im Sommer 2020 bereits für beendet erklärt hatte, lief er im Januar 2022 noch einmal probeweise in zwei Partien für die Springfield Thunderbirds in der AHL auf.

## Erfolge und Auszeichnungen
- 2017 ECHL Plus Performer des Monats Februar

## Karrierestatistik
(Legende zur Spielerstatistik: Sp oder GP = absolvierte Spiele; T oder G = erzielte Tore; V oder A = erzielte Assists; Pkt oder Pts = erzielte Scorerpunkte; SM oder PIM = erhaltene Strafminuten; +/− = Plus/Minus-Bilanz; PP = erzielte Überzahltore; SH = erzielte Unterzahltore; GW = erzielte Siegtore; 1 Play-downs/Relegation; Kursiv: Statistik nicht vollständig)